# Boromakot
Boromakot (in lingua thai: สมเด็จพระเจ้าอยู่หัวบรมโกศ), detto anche  Borommakot, nome regale Somdet Phra Chaoyuhua Borommaracha Thirat III (in thai: สมเด็จพระบรมราชาธิราชที่ ๓) (Ayutthaya, 1681 – Ayutthaya, 1758), è stato il terzultimo sovrano del regno di Ayutthaya, nel Siam, l'odierna Thailandia.
Fu re dal 1733 al 1758, e questi 25 anni corrispondono all'ultimo periodo di splendore del regno, che sarebbe caduto nove anni dopo la sua morte con la distruzione della capitale Ayutthaya da parte dei birmani. I suoi meriti nel sostenere il buddhismo e come politico a livello internazionale lo resero un modello a cui ispirarsi per i primi sovrani della dinastia Chakri che si insediò a Bangkok alla fine del settecento e che tuttora guida il Paese.

## Biografia

### Erede al trono
Nato come principe Phon (Chao Fa Phon, lingua thailandese เจ้าฟ้าพร), era figlio del re Sanphet VIII, detto anche Phrachao Suea (re Tigre). Il padre lo nominò "Comandante Minore" (Phra Bantoon Noi, lingua thailandese พระบัณฑูรน้อย), titolo equivalente a quello di Palazzo Dietro, la terza personalità del regno dopo lo stesso re ed il "Comandante Maggiore" (Phra Bantoon Yai), titolo equivalente a quello di Palazzo Davanti, spettante all'erede al trono.
Durante il regno del predecessore di Sanphet VIII, il re Phetracha, questi nominò "Palazzo Dietro" un normale cittadino, Nai Chobkojprasit, che in seguito, inviso al monarca, fu giustiziato. Fu questo il motivo che indusse Sanphet VIII ad introdurre i titoli di Bantoon Noi e Bantoon Yai, che furono usati per la prima ed unica volta nella storia della monarchia siamese. Il titolo di Bantoon Yai era appannaggio del fratello maggiore di Phon, il principe Phet, che succedette al padre diventando re con il nome Thai Sa nel 1708 e nominò Phon Palazzo Davanti (Wang Na).

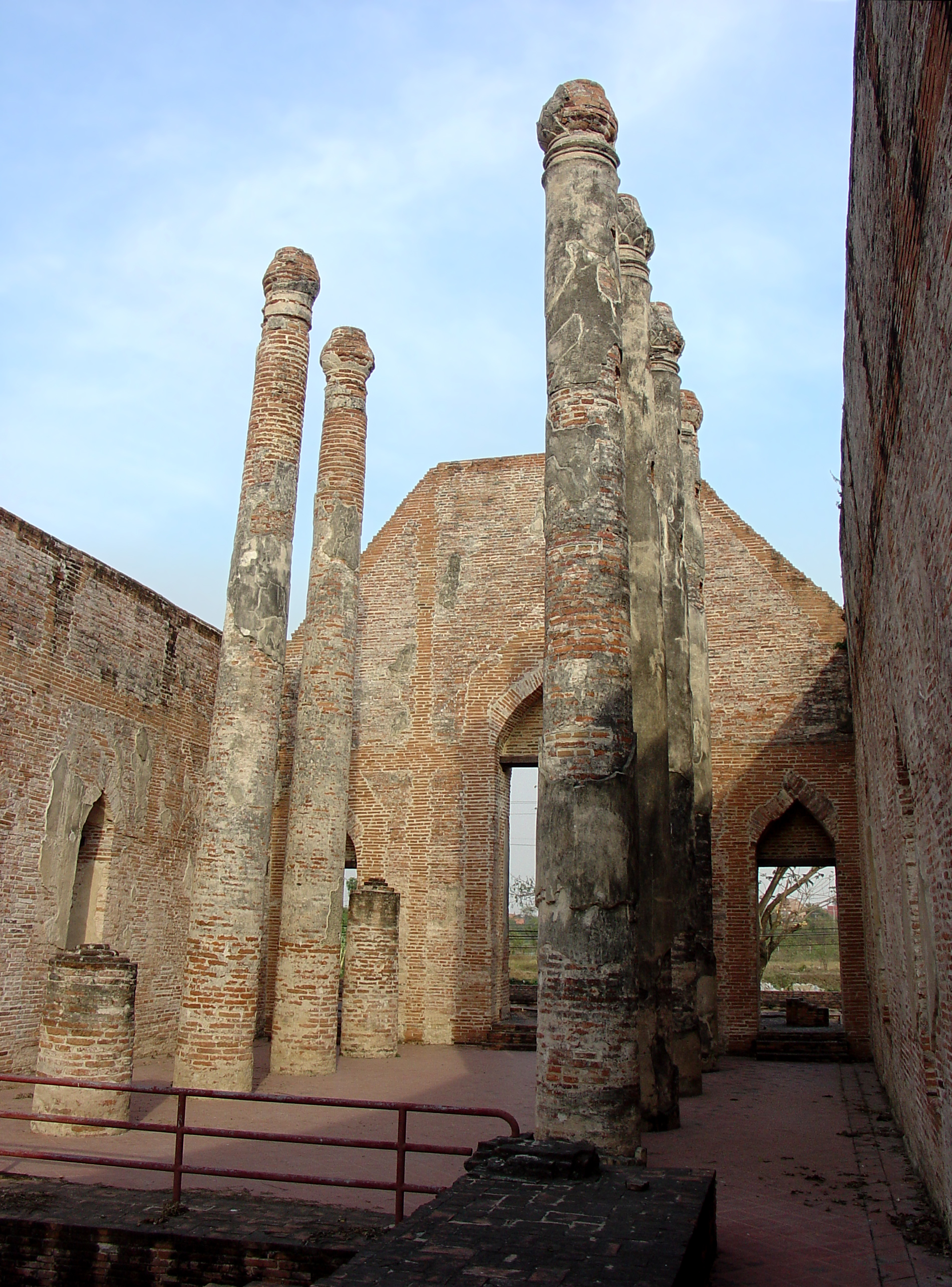
Interno del vihan di Wat Kudi Dao

Il principe Phon fu ordinato monaco in gioventù nel Wat Kudi Dao, dove risiedeva il monaco di alto rango Phra Then Muni che aveva esercitato grande influenza su di lui. Quando divenne erede al trono fece ristrutturare Wat Kudi Dao, che si trovava di fronte al Wat Maheyong, fatto ingrandire e ristrutturare da Thai Sa, e si fece costruire all'interno del parco un palazzo dove soggiornare, Tamnak Kammalian.
Sul letto di morte Thai Sa cambiò idea e nominò suo successore il secondogenito Aphai causando le proteste di Phon, che lo aveva sempre servito con lealtà nella sua veste di erede al trono. Si scatenò quindi una sanguinosa disputa per la successione alla quale non partecipò Naren - figlio maggiore di Thai Sa - che si era fatto monaco e rinunciò alla possibilità di diventare re. Quando nel gennaio del 1733 Thai Sa morì, Aphai e l'altro fratello Paramet rimasero al palazzo reale con l'appoggio di gran parte dell'aristocrazia, in particolare del Phra Khlang, il potente ministro delle finanze. Phon raccolse le proprie forze nella propria residenza, il Palazzo Davanti, che si trovava a un solo chilometro dal palazzo reale.

### Guerra civile e ascesa al trono
Secondo un'antica tradizione del regno, alla morte del re il trono passava al figlio maggiore o al fratello più anziano rimasto in vita. Nelle successioni dei sovrani di Ayutthaya del XVII e XVIII secolo, frequenti furono i casi in cui il figlio e il fratello del re si contesero il trono con atti sanguinari.
Ebbe inizio una guerra civile sulle strade della capitale, nella quale Aphay e Paramet poterono contare su un esercito di 20/30 000 uomini contro i 4 000 di Phon. Quando le sorti della battaglia sembravano segnate in favore dei due fratelli, le truppe di Phon guidate da Chamnan Channarong sferrarono un attacco improvviso travolgendo l'avanguardia avversaria e mettendo in fuga il resto delle truppe. Chamnan e Phon penetrarono nel palazzo reale e se ne impossessarono, costringendo alla fuga Aphay e Pomaren. Phon si fece subito incoronare re con i nomi regali Song Tham e Borommathammikarat, ma sarebbe passato alla storia come Borommakot, letteralmente "re nell'urna funeraria", in quanto fu l'ultimo sovrano di Ayutthaya ad essere cremato con la tradizionale cerimonia di Stato.
La carneficina della guerra civile continuò con l'eliminazione dei suoi avversari, i fuggitivi vennero trovati e passati per le armi, e la stessa sorte subirono tutte le alte sfere dell'esercito e della corte reale.

### Politica interna
Borommakot ereditò uno Stato economicamente florido, durante il regno di Thai Sa non vi furono conflitti di particolare rilievo, era ulteriormente aumentata l'immigrazione cinese e gli scambi commerciali con l'Impero cinese retto dalla dinastia Qing. Questa tendenza era cominciata nei primi anni di quel secolo durante il regno di Phetracha, nonno di Boromakot, che aveva nominato un cinese ministro per gli scambi commerciali con l'estero (phrakhlang).

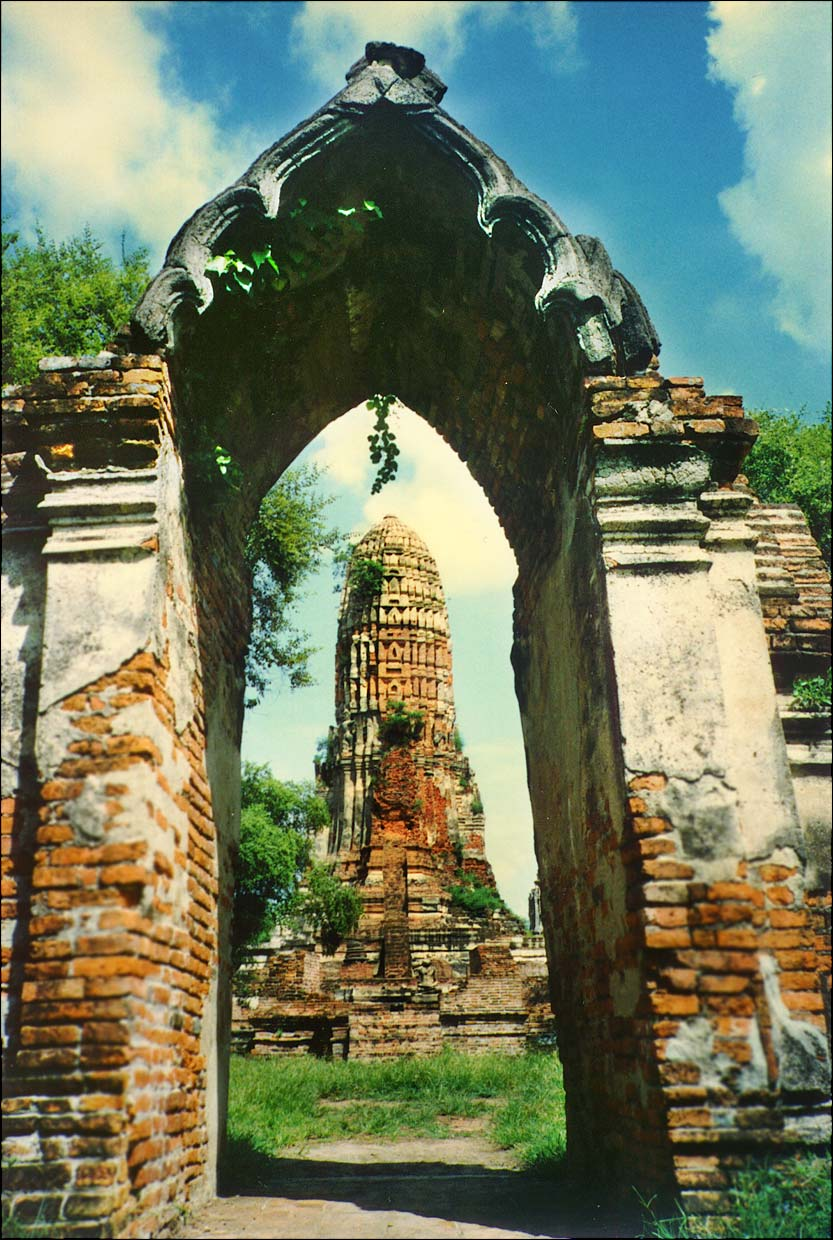
Particolare del Wat Phra Ram di Ayutthaya, costruito in stile khmer

Malgrado lo spargimento di sangue che accompagnò la sua investitura, il suo fu un regno di pace e fu giudicato uno dei più prosperi dell'età di Ayutthaya. Boromakot fu famoso per aver ravvivato la letteratura e l'arte siamese in genere. Riformò le leggi con equilibrio, tanto che alcune di esse sono tuttora considerate valide, fece ripopolare le zone depresse a seguito delle guerre, eliminò buona parte della criminalità, generò benessere e in tutti i settori della vita sociale si creò un grande fermento di idee propositive. I fasti della sua corte furono celebrati dai letterati del tempo.
Fu stimolato in questi suoi sforzi dall'adozione da parte della nobiltà di quel tempo del testo sacro buddhista Akanya Sutta, secondo il quale il monarca illuminato deve continuamente dimostrare di meritare il titolo di re. Fu anche un fervente religioso e fece ristrutturare molti templi antichi, tra i quali Wat Phra Si Sanphet, Wat Ratchaburana, Wat Phra Ram ed il Chedi Phu Khao Thong, e ne fece costruire di nuovi.
Nel 1753 re Kirtisiri di Sri Lanka, storicamente la patria del Buddhismo Theravada, richiese formalmente a Boromakot di inviare una missione al fine di riorganizzare l'assetto religioso del paese, devastato da un'invasione Tamil. Il sovrano inviò 15 dei migliori monaci di Ayutthaya; la spedizione durò tre anni ed ebbe un grande successo, in quell'arco di tempo furono ordinati 800 nuovi monaci e 2 000 novizi che entrarono a far parte del nuovo ordine religioso chiamato Syama Vansa, la scuola siamese del Sangha, che è tuttora uno dei principali ordini monastici in Sri Lanka. Oltre ai templi Boromakot fece ristrutturare ed ampliare il palazzo reale, la cui Sala del Trono (Sanphet Prasat) fu distrutta dai birmani nel 1767. La Sala del Trono fu ricostruita in seguito ricalcando l'originale nel parco-museo Mueang Boran di Samut Prakan.
Nel 1740 nominò Palazzo Davanti e suo erede al trono il figlio maggiore, il principe e poeta Dharmmadhibet. Questi però ebbe una relazione con due delle concubine del padre, fu scoperto nel 1756 e messo a morte insieme alle amanti. Boromakot scelse allora come successore il terzo figlio Duea, che sarebbe salito al trono con il nome di Uthumphon, pensando che il secondo figlio Ekathat, affetto da seri problemi fisici e psichici, non fosse in grado di regnare.

### Politica estera

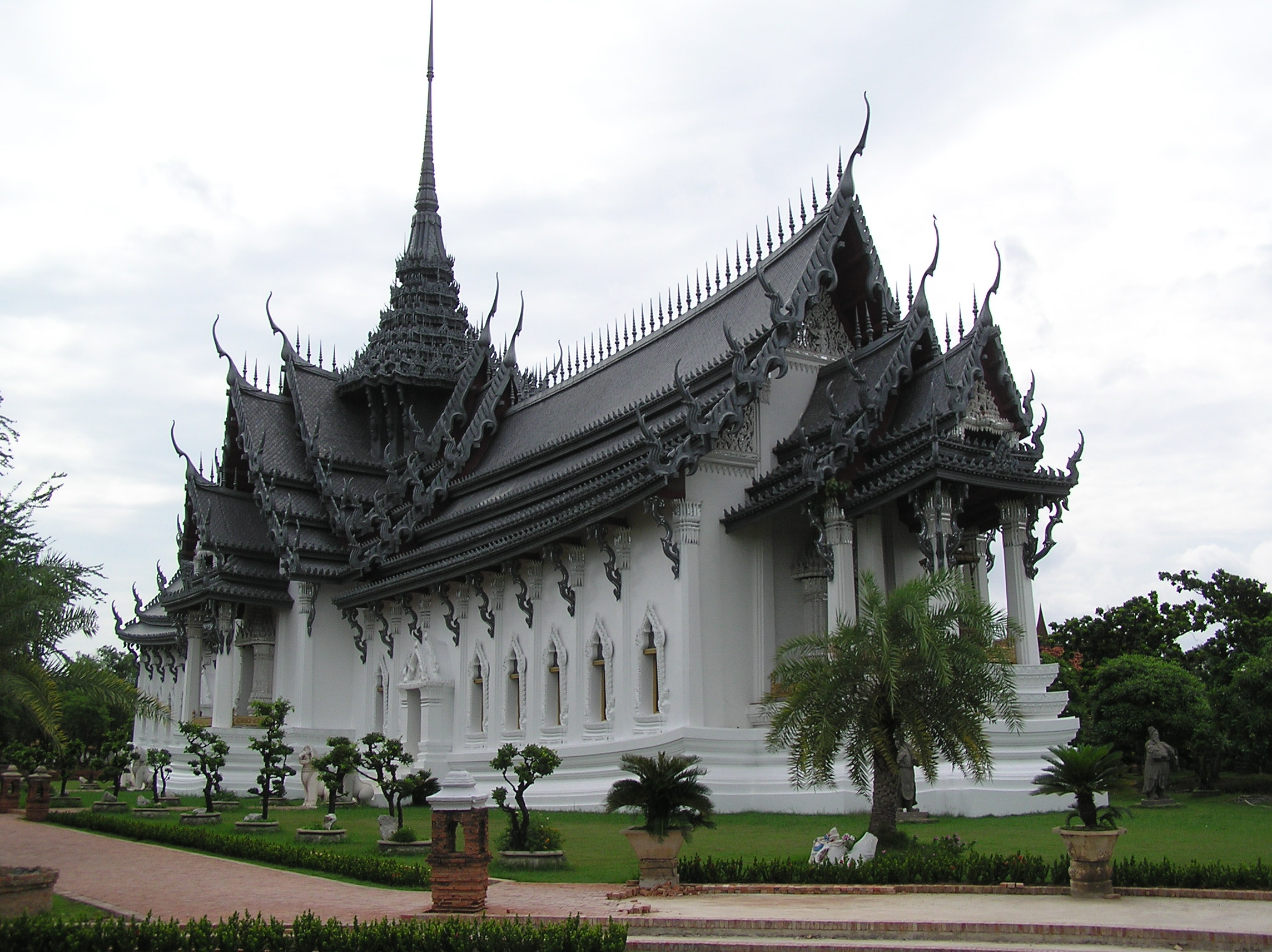
La ricostruzione della Sala del Trono del Palazzo Reale di Ayutthaya a Samut Prakan

Boromakot fu un grande re per quanto riguarda la cultura e l'economia, favorendo i commerci con l'estero, soprattutto quelli via mare con la penisola indiana, ma dal lato militare trascurò l'organizzazione dell'esercito. Dopo aver decimato buona parte dei generali e degli ufficiali ai tempi della guerra civile, non si preoccupò di creare una nuova generazione di guerrieri, anche perché non ingaggiò alcuna guerra e le nuove leve non avevano l'esperienza necessaria per fronteggiare eventuali emergenze. Inoltre si rivelarono controproducenti le sue scelte diplomatiche nei confronti della vicina Birmania, nei cui conflitti interni favorì il nuovo re di Ava Alaungpaya, che riunificò il paese creando una formidabile armata temprata dalle battaglie. Quando Boromakot morì nel 1758, la pressione dei birmani sulle frontiere del nord-ovest era diventata preoccupante.
Nel 1750 Boromakot inviò un esercito in Cambogia per neutralizzare l'infiltrazione dei vietnamiti, che avevano favorito la detronizzazione di re Ramathipadi III, un vassallo dei siamesi, e l'ascesa al trono di Satha II. Quando questi vide arrivare l'esercito di Ayutthaya, fece atto di sottomissione a Boromakot ed i soldati rientrarono in patria senza combattere. Nello stesso anno i siamesi imposero l'ascesa al trono di Chey Chettha V al posto di Satha II.

### La morte e la successione
Il sovrano morì nel 1758, lasciando in eredità al figlio Uthumphon un paese ben organizzato e dall'economia fiorente, anche se adagiato sugli allori dei progressi compiuti. L'altro figlio Ekathat proclamò i suoi diritti al trono in qualità di fratello maggiore, costrinse Uthumphon ad abdicare dopo un solo mese di regno e fu a sua volta proclamato re. Avrebbe portato il regno alla rovina con una condotta dissoluta che agevolò la distruzione di Ayutthaya da parte degli invasori birmani nel 1767.